# Lamine Diaby-Fadiga
Pour les articles homonymes, voir Diaby et Fadiga.
Mohamed Lamine Diaby-Fadiga est un footballeur français né le 19 janvier 2001 à Grasse qui joue au poste d'attaquant.
Considéré comme un joueur prometteur, il n'a jamais pu montrer l'étendue de son talent à cause de divers déboires et blessures.

## Biographie
Formé à l'OGC Nice, Lamine Diaby Fadiga commence sa carrière professionnelle à 17 ans lors de la saison 2018-2019 durant laquelle il dispute six matchs. La saison suivante, volant dans les vestiaires une montre de luxe d'une valeur de 70000 euros à l'un de ses équipiers, Kasper Dolberg, il est congédié par le club azuréen. 
En difficulté sportive, le Paris Football Club saisit cette occasion pour le recruter. Le joueur n'inscrit aucun but lors des onze matchs de Ligue 2. Il en marque deux en deux matchs de Coupe de France.
Il se blesse lors des matchs de préparation de la saison 2020-2021 ce qui le contraint à s'absenter une bonne partie de la saison ; il ne joue alors que durant six matchs de Ligue 2 et un de Coupe de France.
Lors de la saison 2021-2022, Thierry Laurey le met à l'écart lui reprochant son comportement ainsi que son manque d'implication durant les entraînements. Il ne dispute que deux matchs en Ligue 2 et deux matchs en Coupe de France. Il inscrit trois buts lors du match contre le FC Cayenne.
Il est prêté au FC Eindhoven pour la saison 2022-2023. Ces performances sont moindres à cause de blessures à répétition. Il ne marque que deux buts en vingt-quatre matchs dont la majorité est disputée à la suite d'un remplacement. 
De retour au Paris Football Club pour 2023-2024 et malgré de nombreuses blessures infligées par des joueurs attaquants, le nouvel entraîneur Stéphane Gilli lui accorde sa confiance. Il lui fait jouer plusieurs matchs durant lesquels il inscrit ses premiers buts en Ligue 2. Il fait preuve d'une certaine régularité lors des matchs de Coupe de France en inscrivant trois buts durant les trois matchs disputés.